# Damião Vaz d’Almeida
Damião Vaz d’Almeida (* 28. April 1951 in Príncipe) war von 2004 bis 2005 Premierminister von São Tomé und Príncipe.

## Politische Laufbahn
Damião Vaz d’Almeida stammt von der Insel Príncipe und war dort Präsident des Parlaments dieses Distriktes sowie vom 29. April 1995 bis zum 12. April 2002 Präsident der autonomen Regionalregierung von Príncipe. Er gehört der 1960 gegründeten Partei Movimento de Libertação de São Tomé e Príncipe (MLSTP-PSD) an, die nach 1975 bis zur Einführung der Demokratie 1990/1991 als Einheitspartei regierte. Im Mai 1998 wurde er deren Vizepräsident. Er gehörte den Regierungen von Gabriel Arcanjo da Costa und Maria das Neves von 2002 bis 2003 sowie zwischen 2003 und 2004 als Minister für Arbeit, Beschäftigung und Solidarität an.
Nach der Entlassung von Maria das Neves wegen Korruptionsvorwürfen durch Staatspräsident Fradique de Menezes am 15. September 2004 wurde Almeida von seiner Partei als Premierminister vorgeschlagen und am 17. September 2004 vom Präsidenten ernannt. Am 18. September 2004 trat er sein Amt an und bildete eine Regierung aus Mitgliedern seiner sozialdemokratischen MLSTP-PSD sowie der Acçao Democrática Independente (AID). Seinem Kabinett gehörten unter anderem Ovídio Manuel Barbosa Pequeno als Außenminister sowie Adelino Castelo David als Finanzminister an.
Am 2. Juni 2005 reichte er seinen Rücktritt ein und erklärte diesen Schritt mit dem zunehmend schlechteren Verhältnis zu Präsident Menezes, die eine weitere Zusammenarbeit unmöglich mache. Daneben geriet seine Regierung durch einen Streik des öffentlichen Dienstes unter Druck. Sechs Tage später wurde die bisherige Gouverneurin der Zentralbank Maria do Carmo Silveira, ebenfalls MLSTP-PSD, seine Nachfolgerin. Er war später von 2009 bis 2012 zunächst Botschafter in Portugal sowie zuletzt zwischen 2012 und 2017 Botschafter in Angola.